# Taganskaja (Tagansko–Krasnopresnenskajalinjen)
Taganskaja (ryska: Таганская) är en tunnelbanestation på Tagansko–Krasnopresnenskajalinjen i Moskvas tunnelbana, namngiven efter det närliggande Taganskajatorget vid det sydöstra hörnet av Trädgårdsringen.
Stationen är en trevalvs pylonstation. Pylonerna är klädda i vit marmor med bruna ränder, och väggarna är klädda i vita och svarta keramiska plattor dekorerade med konstverk i metall med rymdtema.

## Byten
På Taganskaja kan man byta till Marksistskaja på Kalininskajalinjen och Taganskaja-stationen på Koltsevajalinjen (ringlinjen).